# Ásta Kristjana Sveinsdóttir
Ásta Kristjana Sveinsdóttir, född 5 oktober 1969, är en isländsk filosof, publicerad under namnet Ásta.